# Festival international du premier film d'Annonay
 (mai 2015).
Si vous disposez d'ouvrages ou d'articles de référence ou si vous connaissez des sites web de qualité traitant du thème abordé ici, merci de compléter l'article en donnant les références utiles à sa vérifiabilité et en les liant à la section « Notes et références ».
Le Festival international du premier film est un festival français annuel de cinéma fondé en 1984 qui se déroule début février à Annonay (Ardèche), pendant 11 jours.
À travers ce Festival, la vocation première de la M.J.C. d’Annonay organisatrice de l’événement, consiste à promouvoir, à travers des jeunes cinéastes du monde entier, des exemples de la diversité de la création cinématographique. Une centaine de séances sont programmées durant les 11 jours du Festival, parmi lesquelles une section compétitive de 9 premiers longs métrages de fiction inédits en salles et une sélection hors compétition des meilleurs premiers films sortis en France cette année.
Jusqu’en 2015, parallèlement à la programmation de premiers films (en ou hors compétition), une section thématique et/ou un coup de cœur pour une personnalité du cinéma sont au programme du Festival. À partir de l’édition 2016, la thématique disparaît et la programmation se concentre presque exclusivement sur des premiers films, avec aussi une large section "focus sur les nouveaux talents du cinéma français" en présence de nombreux acteurs et actrices invités lors du premier week-end du Festival.
Quant à la compétition, la particularité du jury est d'être composé de cinéphiles de différentes régions sous la présidence d'un professionnel de cinéma. C'est le 2ème week-end du Festival qui est centré sur la compétition avec la venue des réalisateurs et réalisatrices de tous pays.

## Récompenses
Le festival remet plusieurs prix : 
- Grand prix du Jury ;
- Prix spécial du Jury ;
- Prix du Public ;
- Prix du Jury Lycéen.

## Palmarès du Grand Prix du jury
- 1991 : Paysage avec femme (Zena s krajolikom) d'Ivica Matic -  Yougoslavie
- 1992 : Después de la tormenta de Tristán Bauer -  Argentine- Espagne
- 1993 : Très brève histoire de meurtre, de sentiment et d'un autre commandement (Naprawde krótki film o milosci, zabijaniu i jeszcze jednym przykazaniu) de Rafal Wieczynski -  Pologne
- 1994 : Smukke dreng de Carsten Sønder -  Danemark
- 1995 : Se c'è rimedio perché ti preoccupi? de Carlo Sarti -  Italie
- 1996 : Sommaren de Kristian Petri -  Suède- Danemark
- 1997 : Flame d'Ingrid Sinclair -  Zimbabwe
- 1998 : Saut périlleux dans un cercueil (Tabutta Rövasata) de Derviş Zaim -  Turquie
- 1999 : Mosafere jonub de Parviz Shahbazi -  Iran
- 2000 : Ligne 208 de Bernard Dumont -  France
- 2001 : La Chorale des garçons d'Akira Ogata -  Japon
- 2002 : L'Orphelin d'Anyang de Wang Chao -  Chine
- 2003 : Occident de Cristian Mungiu -  Roumanie
- 2004 : On dirait le Sud de Vincent Pluss -  Suisse
- 2005 : Buena vida (Delivery) de Leonardo Di Cesare -  Argentine- France- Pays-Bas
- 2006 : Saimir de Francesco Munzi -  Italie
- 2008 : Teeth of love de Zhuang Yuxin -  Chine
- 2009 : Peacefire de Macdara Vallely -  Irlande
- 2010 : The Strength of Water d’Armagan Ballantine -  Nouvelle-Zélande
- 2011 : Si je veux siffler, je siffle de Florin Șerban -  Roumanie
- 2012 : Roméo Onze d'Ivan Grbovic -  Canada
- 2013 : Periferic de Bogdan George Apetri -  Roumanie
- 2014 : Épilogue d'Amir Manor -  Israël
- 2015 : Blind d'Eskil Vogt -  Norvège
- 2016 : Sleeping Giant (en) d'Andrew Cividino (en) -  Canada
- 2017 : Je danserai si je veux, de Maysaloun Hamoud -  Palestine
- 2018 : Jätten / The Giant, de Johannes Nyholm (sv) -  Suède- Danemark
- 2019 : Manta Ray, de Phuttiphong Aroonpheng -  Thaïlande- France- Chine
- 2020 : Exit (Cutterhead) de Rasmus Kloster Bro -  Danemark
- 2021 : Zanka Contact d'Ismaël El Iraki  Maroc- France- Belgique
- 2022 : The Alleys de Bassel Ghandour  Jordanie
- 2023 : The Quiet Girl de Colm Bairéad  Irlande

## Artistes à l'écran
- 2011 : Presque célèbre pour Cameron Crowe